# 九龍巴士297線
九龍巴士297線是香港的一條巴士路線，來往寶林及紅磡（紅鸞道）。此線往紅磡方向途經啟德隧道及土瓜灣道（「下路」），往坑口方向經馬頭圍道（「上路」）、馬頭涌道及太子道東。其特別班次297P線於平日星期一至五上午繁忙時間由坑口（北）單向開往紅磡（紅鸞道），但不入九龍灣商貿區之內街。

## 歷史
原本在1990年代初的九巴路線發展計劃，是建議開辦297號線（坑口（北）至九龍灣），但最後開辦的卻不是297，而是上午繁忙時間單向服務的297P，總站由原先計劃的九龍灣延長至紅磡碼頭。
- 1996年5月6日：開辦路線編號為297P，途經九龍灣工業區及機場隧道（現稱啟德隧道），全程收費$8.2。
- 1997年7月14日：增設下午繁忙時間回程服務，途經九龍城及新蒲崗。
- 1998年11月25日：提升至每天全日服務，並改稱297，以對抗新界小巴105線之競爭，然而小巴收費比297便宜。
- 2008年6月8日：本線全程收費提升至$8.6；同時，分段收費亦調整票價。
- 2010年1月29日至3月21日：因馬頭圍道唐樓倒塌事件，本線往紅磡碼頭方向離開馬頭圍道後，改經庇利街及紅磡道後才返回原有路線，同年1月31日往紅磡碼頭方向離開馬頭圍道後，改經新柳街及機利士北路後才返回原有路線，往坑口（北）方向離開蕪湖街後，改經德民街、紅磡道及庇利街後才返回原有路線。
- 2011年5月15日：本線全程收費提升至$8.9；同時，分段收費亦調整票價。
- 2013年3月17日：本線全程收費提升至$9.5；同時，分段收費亦調整票價。
- 2013年4月8日：往坑囗北方向取消常怡道（Mega Box）分站，受影響乘客須從常怡道步行70米往原本已設有的分站常悦道。
- 2013年5月6日：往紅磡碼頭方向增設宏照道近常悅道分站[8]。同日起增設早晨特快班次297P，依本路線行車路線駛至觀塘繞道後，便直接經啟福道駛入啟德隧道，不經宏照道及啟祥道，祇開星期一至五08:00一班。
- 2014年7月6日：本線全程收費提升至$9.9；同時，分段收費亦調整票價。
- 2015年3月21日：297線增設到站時間預報。[9]
- 2015年12月31日：297P線增設到站時間預報。[10]
- 2016年1月4日：297P線班次增加至兩班，開出時間分別為07:55及08:05[11]。
- 2017年7月18日：因應清拆橫跨太子道東的K9高架道路，往坑口(北)方向的采頤花園站臨時遷移至景泰街站位置，該站於同年十月底改稱景泰街。
- 2019年1月12日：紅磡碼頭總站遷至紅磡（紅鸞道）公共運輸交匯處[12]。
- 2019年3月1日：因應太子道東近景泰苑進行道路工程，往坑口（北）方向「景泰街」站再臨時遷至近彩虹邨的「采頤花園」站。[13][14]
- 2019年7月14日：297線往坑口（北）方向，加停寶寧路「富寧花園」站。[15]
- 2020年10月2日：297線往坑口（北）方向加停將軍澳隧道巴士轉乘站，並增設八達通轉乘優惠。[16]
- 2021年5月1日：往九龍方向加停將軍澳隧道巴士轉乘站，並增設八達通轉乘優惠。[17]
- 2021年7月1日：往坑口(北)方向「采頤花園」站移至四美街與太子道東交界的原位置。[18]
- 2022年9月18日：297線將軍澳總站遷至寶林，原有總站則變為往紅磡方向中途站，繞經坑口後直接往返將軍澳隧道，原有八達通短程分段收費路段改為寶林往頌明苑；往將軍澳方向繞經紅樂道並增設巴士站[19]。
- 2023年6月12日：297線往寶林方向增停太子道東「彩虹邨」站[20]。

## 服務時間及班次
297
| 寶林開               | 寶林開       | 寶林開       | 紅磡（紅鸞道）開 | 紅磡（紅鸞道）開 | 紅磡（紅鸞道）開 |
| 日期                 | 服務時間     | 班次（分鐘） | 日期             | 服務時間         | 班次（分鐘）     |
| -------------------- | ------------ | ------------ | ---------------- | ---------------- | ---------------- |
| 星期一至五           | 05:30-06:30  | 20           | 星期一至五       | 06:30-07:10      | 20               |
| 星期一至五           | 06:30-07:47  | 15/16        | 星期一至五       | 07:35            | 07:35            |
| 星期一至五           | 07:47-08:27  | 13/14        | 星期一至五       | 07:55-09:55      | 20               |
| 星期一至五           | 08:47        | 08:47        | 星期一至五       | 09:55-17:00      | 25               |
| 星期一至五           | 09:07-16:37  | 25           | 星期一至五       | 17:00-18:00      | 15               |
| 星期一至五           | 16:37-17:37  | 20           | 星期一至五       | 18:00-19:00      | 20               |
| 星期一至五           | 17:52、18:07 | 17:52、18:07 | 星期一至五       | 19:00-21:30      | 25               |
| 星期一至五           | 18:25-20:30  | 25           | 星期一至五       | 21:30-00:00      | 30               |
| 星期一至五           | 20:30-23:00  | 30           |                  |                  |                  |
| 星期六、日及公眾假期 | 05:30-23:00  | 25           | 星期六           | 06:30-08:00      | 30               |
|                      |              |              | 星期六           | 08:00-15:55      | 25               |
| 15:55-17:35          | 20           |              | 星期六           |                  |                  |
| 17:35-20:55          | 25           |              | 星期六           |                  |                  |
| 20:55-21:55          | 20           |              | 星期六           |                  |                  |
| 21:55-00:00          | 25           |              | 星期六           |                  |                  |
| 星期日及公眾假期     | 06:30-08:00  | 30           |                  |                  |                  |
| 星期日及公眾假期     | 08:00-20:55  | 25           |                  |                  |                  |
| 星期日及公眾假期     | 20:55-21:55  | 20           |                  |                  |                  |
| 星期日及公眾假期     | 21:55-00:00  | 25           |                  |                  |                  |

297P
- 坑口（北）開：
  - 星期一至五：07:55、08:10

星期六、日及公眾假期不設服務

## 收費
297（P）
全程：$11.3
- 寶林往頌明苑（297）／坑口（北）往寶康公園（297P）或之前：$5.8
- 將軍澳隧道轉車站往寶林：$5.8（只適用於297線）

| - 本線設有12歲以下小童及65歲或以上長者半價優惠。 - 65歲或以上香港居民使用「樂悠咭」，以及12歲以下合資格殘疾兒童使用「殘疾人士身份」個人八達通繳付車資，均可享有每程$2.0或半價（以較低者為準）的票價優惠；12至64歲合資格殘疾人士使用「殘疾人士身份」個人八達通（包括「樂悠咭」），以及60至64歲香港居民使用「樂悠咭」繳付車資，均可享有每程$2.0或全費（以較低者為準）的票價優惠。 - 65歲或以上長者如使用長者或一般個人八達通繳付車資，則只可享有半價優惠；12至64歲合資格殘疾人士如不使用「殘疾人士身份」個人八達通，以及60至64歲人士如不使用「樂悠咭」繳付車資，必須繳付全費。 - 乘客可以現金或八達通於上車時付款，不設找續。 - 每位成人乘客可免費攜帶最多兩名4歲以下而不佔座位的兒童乘客乘車，超額之4歲以下小童必須繳付小童車費乘車。 - 持有「九巴月票」之乘客在車票有效期內，每日可享最多10程任何九龍巴士及龍運巴士路線（包括本路線，以及聯營路線的九龍巴士／龍運巴士提供的班次；惟乘搭機場「A」及「NA」線則可享原價二七折優惠（不會計算每天10次合資格車程））；而B1線則每日可享最多各2程（不會計算每天10次合資格車程）。 - 九龍巴士、城巴、龍運巴士及陽光巴士全職員工及家屬（不包括外判職員）可免費乘搭本路線，惟必須拍職員或職員家屬八達通。 - 乘客亦可透過多元化電子支付系統（e度嘟）繳付車資，包括使用非接觸式VISA卡、JCB卡、萬事達卡、銀聯卡、美國運通、大來國際、Discover Card、Apple Pay、Google Pay、Samsung Pay、AlipayHK「易乘碼」、支付寶、WeChatHK／微信支付「搭車碼」、銀聯雲閃付「乘車碼」及BOC Pay「乘車碼」。乘客使用此付款方式，使用此支付方式的乘客可享有中途下車之分段收費，以及與其他九巴／龍運獨營路線或聯營線九巴／龍運班次之轉乘優惠，惟不適用於與非九巴／龍運路線之轉乘優惠，亦不能享有「公共交通費用補貼計劃」及「長者及合資格殘疾人士公共交通票價優惠計劃」。 - 帶粗體字者為雙向分段收費，乘客必須使用八達通（九巴月票除外）上車拍卡繳費，並於下車前後於指定巴士站裝設拍卡機確認八達通，方可享有分段收費優惠。 |

### 八達通轉乘優惠
乘客登上本線後150分鐘內以同一張八達通卡轉乘以下路線，或從以下路線登車後150分鐘內以同一張八達通卡轉乘本線，次程可獲$4.2車資折扣優惠：
297(P)←→91M、296M、298E
- 297往寶林 → 91M往鑽石山站、296M往康盛花園或298E往將軍澳工業邨
- 91M往寶林、296M或298E往坑口站 → 297(P)往紅磡

## 用車
現時本線共使用9輛雙層巴士行走，分別為3輛亞歷山大丹尼士Enviro 500 12米（2輛ATE，1輛ATEU）、4輛富豪B9TL 12米（AVBWU）、1輛亞歷山大丹尼士Enviro 500 MMC 12米（ATENU）及1輛富豪B8L 12米（V6B）。
| 車隊編號 | 車牌   |
| -------- | ------ |
| ATE234   | ME8853 |
| ATE237   | ME9186 |
| ATEU20   | PJ5714 |
| AVBWU263 | RJ5119 |
| ATENU170 | SJ4443 |
| AVBWU297 | SK8837 |
| AVBWU360 | SY9643 |
| AVBWU405 | TH5189 |
| V6B116   | WK5384 |

## 行車路線
297
 寶林開經：欣景路、寶豐路、寶琳北路、寶寧路、坑口道迴旋處、寶寧路、常寧路、重華路、培成路、常寧路、寶寧路、寶順路、天橋、將軍澳隧道公路、將軍澳隧道、將軍澳道、觀塘繞道、宏照道、啟祥道、天橋、啟德隧道、新山道、土瓜灣道、馬頭圍道、蕪湖街、德民街、紅磡道、紅磡繞道及紅鸞道。
紅磡（紅鸞道）開經：紅鸞道、紅樂道、紅荔道、紅磡南道、紅菱街、暢通道、機利士南路、蕪湖街、馬頭圍道、新柳街、漆咸道北、馬頭圍道、馬頭涌道、太子道西、太子道東、觀塘道、偉業街、天橋、啟祥道、宏照道、常悅道、常怡道、觀塘繞道、將軍澳道、將軍澳隧道、將軍澳隧道公路、環保大道、昭信路、坑口道迴旋處、寶寧路、常寧路、重華路、培成路、常寧路、寶寧路、寶琳北路及佳景路。
297線之具體停站請參考資訊框
297P
經：寶寧路、坑口道迴旋處、寶寧路、常寧路、重華路、培成路、常寧路、寶寧路、寶琳北路、寶豐路、寶康路、將軍澳隧道公路、將軍澳隧道、將軍澳道、觀塘繞道、啟福道、啟德隧道、新山道、土瓜灣道、馬頭圍道、蕪湖街、德民街、紅磡道、紅磡繞道及紅鸞道。
297P線之具體停站請參考資訊框

## 使用狀況
本線開辦以來是唯一一條往返九龍灣商貿區及紅磡的全日巴士線，797開辦前更是唯一一條往返將軍澳及九龍灣商貿區的全日巴士線，亦提供由將軍澳單向前往土瓜灣道獨市服務，繁忙時間不時頂閘，由於回程需要繞經九龍城及新蒲崗一帶，與服務寶林區的專線小巴105線大致重疊，該線以較快的車程搶去297回程寶林段的乘客。初時土瓜灣來往九龍灣只有此線、28（單向往土瓜灣）及107 選擇，由於比28更深入九龍灣商貿區、車程亦遠比繞經啟業的107快。惟自從港鐵觀塘綫延綫通車後，往返紅磡的乘客可改用鐵路，此路線客量有所下跌。本線自提供由坑口直接前往將軍澳隧道的服務後，車程比之前為快，坑口客量明顯比改路前有所上升。

## 外部連結
- 九巴297線官方網站路線資料 （页面存档备份，存于）
- KMB Air-conditioned Express Route 九巴空調特快線 - 297 （页面存档备份，存于）